# Отчищево
Отчищево — деревня в Волоколамском районе Московской области России. Относится к Теряевскому сельскому поселению, до муниципальной реформы 2006 года относилась к Теряевскому сельскому округу.

## География
Деревня Отчищево расположена примерно в 13 км к северо-востоку от города Волоколамска. В деревне две улицы — Береговая и Нижняя. Ближайшие населённые пункты — деревни Носово, Ефимьево и село Спирово.

## Население
| 1852 | 1859 | 1899 | 1926 | 2002 | 2006 |
| ---- | ---- | ---- | ---- | ---- | ---- |
| 206  | ↗210 | ↗374 | ↘311 | ↘18  | ↘8   |
| 2010 |      |      |      |      |      |
| ↗13  |      |      |      |      |      |

## История
В «Списке населённых мест» 1862 года Отчищево — казённая деревня 2-го стана Волоколамского уезда Московской губернии по правую сторону Клинского тракта (из Волоколамска), в 16 верстах от уездного города, при колодце, с 31 двором и 210 жителями (98 мужчин, 112 женщин).
По данным на 1890 год входила в состав Буйгородской волости Волоколамского уезда, число душ мужского пола составляло 101 человек.
В 1913 году — 61 двор.
По материалам Всесоюзной переписи населения 1926 года — деревня Ефимьевского сельсовета Буйгородской волости, проживало 311 жителей (137 мужчин, 174 женщины), насчитывалось 61 хозяйство.
С 1929 года — населённый пункт в составе Волоколамского района Московской области.